# Тенроку
Тенроку (天禄) је јапанска ера (ненко) која је настала после Ана и пре Тенен ере. Временски је трајала од марта 970. до марта 973. године и припадала је Хејан периоду. Владајући цареви били су Реизеи и Енџу.

## Важнији догађаји Тенроку ере
- 970. (Тенроку 1, први месец): Фуџивара но Арихира (藤原在衡) постаје садаиџин а Фуџивара но Коретада постаје удаиџин.[3]
- 970. (Тенроку 1, пети месец): Регент Фуџивара но Санејори (藤原実頼) умире у 71 години. Удаиџин Коретада преузима његове обавезе.[3]
- 970. (Тенроку 1, десети месец): Садаиџин Фуџивара но Арихира (藤原実頼) умире у 79. години.[3]
- 971. (Тенроку 2, трећи месец): По први пут одржава се фестивал (мацури) у част богова (ками) Ивашимизу храма.[3]
- 971. (Тенроку 2, једанаести месец): Коретада постаје даиџо-даиџин, Минамото но Канеакира (源兼明) постаје садаиџин а Фуџивара но Јоритада (藤原頼忠) нови удаиџин.[4]
- 4. април 972. (Тенроку 3, пети дан трећег месеца): Енџу постаје цар у 14 години живота.[5]
- 972. (Тенроку 3, једанаести месец): Коретада умире у 49 години.[5]